# Sorabizm
Sorabizm (fr. Sorabes „Łużyczanie”) – element językowy (wyraz, zwrot lub konstrukcja zdaniowa) zapożyczona z języków łużyckich lub na nim wzorowana.
Ze względu na niewielką liczbę użytkowników obydwu języków łużyckich (górnołużyckiego i dolnołużyckiego) oraz ograniczony obszar bezpośrednich kontaktów łużycko-innojęzycznych, ogólna liczba sorabizmów jest względnie mała. Stosunkowo największy wpływ języki łużyckie wywarły na sąsiadujące dialekty języka niemieckiego, bądź to poprzez bezpośrednie kontakty łużycko-niemieckie, które umożliwiały przenikanie elementów leksykalnych z języków łużyckich do języka niemieckiego, bądź też (częściej) za sprawą interferencji językowej: ogromna większość Łużyczan jest dwujęzyczna i płynnie posługuje się zarówno własnym językiem łużyckim, jak też językiem niemieckim, stąd też widoczny jest proces przenikania pewnych zjawisk językowych, charakterystycznych dla jednego języka do języka drugiego.
Jak ocenia łużycki badacz, Frido Michałk (Siegfried Michalk), wpływ języków łużyckich na język niemiecki sprowadza się w głównej mierze do fonetyki i składni, podczas gdy wpływ odwrotny, języka niemieckiego na języki łużyckie obserwowany jest przede wszystkim w leksyce.
Pewna ilość sorabizmów leksykalnych przeniknęła do tych dialektów języka niemieckiego, których użytkownicy kontaktowali się z użytkownikami języków łużyckich. Do sorabizmów można zaliczyć np. dialektalny niem. wyraz Kuhrätel (z łuż. kurjatka  ‘pieprznik, rodzaj grzyba’).
Sorabizmy w języku polskim są bardzo nieliczne. Ogromna ich większość pojawia się wyłącznie w języku pisanym, przede wszystkim w polskojęzycznych publikacjach, poświęconych Łużyczanom.
Wśród sorabizmów leksykalnych, najliczniejszą grupę stanowią nazwy instytucji łużyckich (np. Domowina), obyczajów (np. kriżerjo, schadźowanka, serbska reja), istot mitycznych (Krabat, lutki, palczyk, żmij, kubołcik).
Za sorabizmy można także uznać pojawiające się w niektórych polskojęzycznych publikacjach nazwy miejscowe z terenów Saksonii i Brandenburgii, podawane w brzmieniu łużyckim a nie niemieckim. W charakterze przykładów można przytoczyć nazwy Habrachćicy (niem. Ebersbach/Sa.), Chrosćicy (niem. Crostwitz), Radwor (niem. Radibor), Zły Komorow (niem. Senftenberg), itp.
Za kalki językowe wypada uznać pojawianie się w polskojęzycznych publikacjach form typu Serb (l. mn. Serby) w znaczeniu „Serbołużyczanin”, względnie „Łużyczanin”, serbskość, zamiast np. łużyckość, ptasie wesele (głuż. ptaškowa swajźba), itp.
Sorabizmy gramatyczne (morfologiczne lub składniowe) są bardzo rzadkie, np. Siodłaj mój braciszku konika, / Siodłajże nama oboma, gdzie w przekładzie ludowej pieśni na język polski pojawia się liczba podwójna, przeniesiona z języka górnołużyckiego.